# Liste der Baudenkmäler in Augsburg-Jakobervorstadt-Süd
In der Liste der Baudenkmäler im Jakobervorstadt-Süd sind die Baudenkmäler im Augsburger Stadtbezirk Jakobervorstadt-Süd im
Planungsraum Innenstadt
(I)
aufgelistet. Zu diesen Baudenkmälern gibt es auch eine Bildersammlung.
Diese Liste ist eine Teilliste der Liste der Baudenkmäler in Augsburg. Grundlage der Liste ist die Bayerische Denkmalliste, die auf Basis des bayerischen Denkmalschutzgesetzes vom 1. Oktober 1973 erstmals erstellt wurde und seither durch das Bayerische Landesamt für Denkmalpflege geführt und aktualisiert wird. Die folgenden Angaben ersetzen nicht die rechtsverbindliche Auskunft der Denkmalschutzbehörde.

## Einzelbauwerke
| Lage                                                                                        | Objekt                                        | Beschreibung | Akten-Nr.                | Bild                                          |
| ------------------------------------------------------------------------------------------- | --------------------------------------------- | --- | ------------------------ | --------------------------------------------- |
| Am Vogeltor 1 (Standort)                                                                    | Vogeltor                                      | Viergeschossiger Backsteinbau über quadratischem Grundriss mit spitzbogiger, gewölbter Tordurchfahrt, darüber an der Feldseite Wandgemälde, Obergeschosse mit Lisenen und Spitzbogenfries, 1445, nach Brand 1944 Wiederaufbau mit hohem Walmdach 1954 Bogenmauer über den Stadtgraben mit gedecktem Wehrgang, westlich anschließend, 1485, Verbindung zum Tor 1966, siehe auch Stadtbefestigung | D-7-61-000-1052 Wikidata | weitere Bilder                                |
| An der Brühlbrücke 1 (Standort)                                                             | Bürgerhaus                                    | Viergeschossiger Satteldachbau, zum Oberen Graben hin giebelständig mit Flacherker, im Kern 16./17. Jahrhundert | D-7-61-000-65 Wikidata   | Bürgerhaus                                    |
| An der Brühlbrücke 6 (Standort)                                                             | Bürgerhaus                                    | Dreigeschossiger Giebelbau mit Satteldach und seitlich anschließendem viergeschossigem Traufhaus mit Satteldach, im Kern 16. Jahrhundert | D-7-61-000-66 Wikidata   | Bürgerhaus                                    |
| Häspelegäßchen 5 (Standort)                                                                 | Bürgerhaus                                    | Zweigeschossiger giebelständiger Bau mit steilem Satteldach, 16. Jahrhundert | D-7-61-000-345 Wikidata  | Bürgerhaus                                    |
| Häspelegäßchen 6 (Standort)                                                                 | Bürgerhaus                                    | Zweigeschossiger Traufseitbau mit Satteldach und Giebel zum Lochgäßchen, 16. Jahrhundert | D-7-61-000-346 Wikidata  | Bürgerhaus                                    |
| Häspelegäßchen 7 (Standort)                                                                 | Bürgerhaus                                    | Zweigeschossiger Giebelbau mit Satteldach, 16. Jahrhundert | D-7-61-000-347 Wikidata  | Bürgerhaus                                    |
| Im Sack 3 a (Standort)                                                                      | Ehemaliger Wirtschaftshof                     | Dreiflügelige Anlage, dreigeschossiger traufständiger Westflügel mit segmentbogiger Tordurchfahrt, zweigeschossiger Nordflügel mit Arkaden, zweigeschossiger Ostflügel mit Satteldach, rundbogiger Tordurchfahrt und teils zugemauerter Arkadenwand, Abseite mit Korbbogenarkaden und darüber Loggia mit Holzbalustern, im Kern 16./17. Jahrhundert, Ostflügel 17. Jahrhundert, Abseite 17./18. Jahrhundert | D-7-61-000-467 Wikidata  | Ehemaliger Wirtschaftshof                     |
| Im Sack 5, 7 (Standort)                                                                     | Ehemaliges Zinshaus                           | Dreigeschossiger Traufseitbau mit südlich anschließendem Verbindungsflügel und rückwärtigem südöstlichem Parallelbau, 1562, Veränderungen im 17. und 18. Jahrhundert | D-7-61-000-468 Wikidata  | Ehemaliges Zinshaus                           |
| Im Sack 8 (Standort)                                                                        | Bürgerhaus                                    | Dreigeschossiger Giebelbau mit Satteldach und polygonalem Eckerker, 16. Jahrhundert | D-7-61-000-469 Wikidata  | Bürgerhaus                                    |
| Im Sack 9 (Standort)                                                                        | Bürgerhaus                                    | Dreigeschossiger Eckbau mit Pultdach, Halbgiebel mit schmalem Schmuckprofil und gemauertem Türbogen zu Nr. 11, 16. Jahrhundert | D-7-61-000-470 Wikidata  | Bürgerhaus                                    |
| Jakoberstraße 12 (Standort)                                                                 | Bürgerhaus                                    | Dreigeschossiger, giebelständiger Satteldachbau mit Volutengiebel, im Kern 16. Jahrhundert, Fassade im 19. Jahrhundert verändert | D-7-61-000-474 Wikidata  | Bürgerhaus                                    |
| Jakoberstraße 24, Jakoberstraße 26, Fuggerei 1 bis 66, Jakoberstraße 22 und 22 a (Standort) | Wohnsiedlung (Fuggerei)                       | Von Jakob Fugger dem Reichen 1516 in der Jakobervorstadt gestiftete abgeschlossene Wohnsiedlung für unverschuldet verarmte Augsburger katholischen Bekenntnisses. Die einzigartige, Idealstadt-Vorstellungen der Renaissance im Kleinen realisierende Anlage, die darüber hinaus auch die Tradition niederländischer Beginenhöfe fortführt, wurde im Wesentlichen 1525 durch den Maurermeister Thomas Krebs vollendet. Senioratsgebäude mit Torhaus, dreigeschossiger, giebelständiger Satteldachbau mit Treppengiebel und anschließendem zweigeschossigem Traufseitbau mit Satteldach, 1954, mit Resten des alten Fuggerhauses in der Annastraße 19 (um 1490/95), der Leonhardskapelle des ehemaligen Welserhauses sowie dem gotischen Erker des Höchstätterhauses von 1507 Verwaltungsgebäude, sogenannter Holeisenhof, zweigeschossiger Traufseitbau mit Satteldach und Flacherker mit Dreiecksgiebel über säulengerahmter Toreinfahrt, im Kern 1700–1713, Wiederaufbau 1953 Markuskirche, Saalbau mit Dachreiter über Volutengiebel, von Johannes Holl, 1580/81, Umgestaltung 1725–1731, nach Zerstörung 1944 Wiederaufbau bis 1950, mit Ausstattung Wohnhäuser, ursprünglich 53 zweigeschossige Traufseitbauten mit Satteldach und Treppengiebeln, in Zeilenbauweise, reihen sich längs der Herrengasse, die als Hauptachse vom Tor an der Jakoberstraße her die Anlage aufschließt, und längs der kleineren querlaufenden Nebengassen Ochsen-, Finstere-, Mittlere-, Hintere Gasse, die beiden letzteren im Osten senkrecht durch die Saugasse abgeschlossen, von Thomas Krebs, 1525, spätere Erweiterung um die Neue Gasse und Gartengasse Tore, Zugänge vom Jakobsplatz, von der Jakoberstraße und vom Sparrenlech, letztere in Gebäude integriert, zum Teil bezeichnet „1519“, siehe auch Jakoberstraße 22, 24, 26 | D-7-61-000-284 Wikidata  | weitere Bilder                                |
| Jakobsplatz (Standort)                                                                      | Neptunbrunnen                                 | Bronzefigur von einem unbekannten Augsburger Meister, um 1536/37, Pfeiler um 1836 | D-7-61-000-486 Wikidata  | Neptunbrunnen                                 |
| Jakobsplatz 9 (Standort)                                                                    | Bürgerhaus                                    | Dreigeschossiger Giebelbau mit Satteldach, 16. Jahrhundert | D-7-61-000-487 Wikidata  | Bürgerhaus                                    |
| Jakobsplatz 11 (Standort)                                                                   | Mietshaus                                     | Dreigeschossiger Traufseitbau mit Flacherker und Zwerchhaus, um 1900 | D-7-61-000-488 Wikidata  | Mietshaus                                     |
| Jakobsplatz 13 (Standort)                                                                   | Bürgerhaus                                    | Viergeschossiger Giebelbau mit Satteldach und Flacherker über drei Geschosse, 16. Jahrhundert | D-7-61-000-489 Wikidata  | Bürgerhaus                                    |
| Jakobsplatz 15 (Standort)                                                                   | Mietshaus                                     | Viergeschossiger Neurenaissancebau mit Walmdach, Ende 19. Jahrhundert | D-7-61-000-490 Wikidata  | Mietshaus                                     |
| Jakobsplatz 18 (Standort)                                                                   | Mietshaus                                     | Viergeschossiger Bau mit abgewalmtem Dach und Mittelerker, Fassadendekoration in Rokokoformen, bezeichnet „1891“ | D-7-61-000-491 Wikidata  | Mietshaus                                     |
| Kappeneck 16 (Standort)                                                                     | Bürgerhaus                                    | Zweigeschossiger giebelständiger Mansarddachbau mit seitlich versetztem Eingang, profiliertem Überschutz und Figurennische, im Kern 16. Jahrhundert, im frühen 18. Jahrhundert verändert | D-7-61-000-515 Wikidata  | Bürgerhaus                                    |
| Kappeneck 17 (Standort)                                                                     | Ehemaliges Gartengut des Nikolaus Premer      | Zweigeschossiger Traufseitbau mit Satteldach, korbbogiger Tordurchfahrt und langgestreckter, in Halbgiebel endender dreigeschossiger Abseite, im Kern 16. Jahrhundert | D-7-61-000-516 Wikidata  | Ehemaliges Gartengut des Nikolaus Premer      |
| Kappeneck 18 (Standort)                                                                     | Bürgerhaus                                    | Zweigeschossiger giebelständiger Satteldachbau, 16. Jahrhundert | D-7-61-000-517 Wikidata  | Bürgerhaus                                    |
| Lochgäßchen 6 (Standort)                                                                    | Bürgerhaus                                    | Zwei- bzw. dreigeschossiger Eckbau mit einhüftigem Giebel, Frackdach und seitlichem Außenaufgang zum Meister-Veits-Gäßchen, 16. Jahrhundert | D-7-61-000-613 Wikidata  | Bürgerhaus                                    |
| Lochgäßchen 11 (Standort)                                                                   | Bürgerhaus                                    | Dreigeschossiger Giebelbau mit Satteldach, Kranbalken, Aufzugsluke und Flacherker auf profilierter Konsole, im Kern 15. Jahrhundert, im 16. Jahrhundert erweitert | D-7-61-000-614 Wikidata  | Bürgerhaus                                    |
| Lochgäßchen 12 (Standort)                                                                   | Bürgerhaus                                    | Zweigeschossiger Giebelbau mit Satteldach, 16. Jahrhundert | D-7-61-000-615           | Bürgerhaus                                    |
| Lochgäßchen 13, Kappeneck 20 a (Standort)                                                   | Ehemaliges Ackerbürgerhaus                    | Dreigeschossiger giebelständiger Bau mit einhüftigem Giebel und anschließendem turmartigem Rückgebäude mit Walmdach, 1578 und 1608 Ehemalige Werkstatt, zweigeschossige Abseite mit Satteldach, wohl 18. Jahrhundert | D-7-61-000-616 Wikidata  | Ehemaliges Ackerbürgerhaus                    |
| Lochgäßchen 16 (Standort)                                                                   | Ehemaliges Handwerkerhaus                     | Dreigeschossiger Eckbau mit Satteldach, Außenaufgang und Giebel zum Paradiesgäßchen, 16. Jahrhundert | D-7-61-000-617 Wikidata  | Ehemaliges Handwerkerhaus                     |
| Lochgäßchen 17 (Standort)                                                                   | Ehemaliges Kleinhandwerkerhaus                | Verbindung von zweigeschossigem Traufseit- und Giebelhaus, im Kern 16. Jahrhundert, Umbauten im 18. Jahrhundert | D-7-61-000-618 Wikidata  | Ehemaliges Kleinhandwerkerhaus                |
| Lochgäßchen 19 (Standort)                                                                   | Ehemaliges Zinswohnhaus                       | Langgestreckter dreigeschossiger Satteldachbau mit Zwerchhäusern, selbständige Erschließung der Stockwerke in der Art der Fuggerei vermutlich nach Umbau, im Kern 16./17. Jahrhundert, Umbau 18./19. Jahrhundert | D-7-61-000-619 Wikidata  | Ehemaliges Zinswohnhaus                       |
| Meister-Veits-Gäßchen 32 (Standort)                                                         | Bürgerhaus                                    | Dreigeschossiger traufständiger Eckbau mit Satteldach, im Kern 16. Jahrhundert, im 19. Jahrhundert verändert | D-7-61-000-677 Wikidata  | Bürgerhaus                                    |
| Oberer Graben 5 (Standort)                                                                  | Bürgerhaus                                    | Dreigeschossiger giebelständiger Satteldachbau mit profiliertem Traufgesims und Ortgang, im Kern 16. Jahrhundert, im 18. Jahrhundert verändert | D-7-61-000-749 Wikidata  | Bürgerhaus                                    |
| Oberer Graben 7 (Standort)                                                                  | Rudimente einer Renaissance-Gartenarchitektur | An der Grundstückseinfriedung im Norden und Osten, 16. Jahrhundert | D-7-61-000-1245 Wikidata | Rudimente einer Renaissance-Gartenarchitektur |
| Oberer Graben 9 (Standort)                                                                  | Bürgerhaus                                    | Drei- bzw. viergeschossiger Bau mit Mansarddach, im Kern 16. Jahrhundert | D-7-61-000-751 Wikidata  | Bürgerhaus                                    |
| Oberer Graben 11 (Standort)                                                                 | Bürgerhaus                                    | Viergeschossiger langgestreckter Bau mit Flacherker, korbbogiger Tordurchfahrt und nördlichem Schweifgiebel, im Kern zwei Gebäude des 16./17. Jahrhundert, im 18. Jahrhundert zusammengefasst und verändert | D-7-61-000-752 Wikidata  | Bürgerhaus                                    |
| Oberer Graben 13 (Standort)                                                                 | Bürgerhaus                                    | Viergeschossiger Traufseitbau mit Flacherkern, gewölbte Erdgeschosshalle, bez. 1524, weitgehender Umbau, 1875, Fassade erneuert | D-7-61-000-753 Wikidata  | Bürgerhaus                                    |
| Oberer Graben 15 (Standort)                                                                 | Bürgerhaus                                    | Dreigeschossiger Bau mit Mansardgiebeldach, klassizistischem Blendgiebel und Eingangsnische mit Jugendstilgitter, im Kern wohl 16./17. Jahrhundert, Äußeres um 1800, Gitter wohl um 1900 | D-7-61-000-754 Wikidata  | Bürgerhaus                                    |
| Oberer Graben 33 (Standort)                                                                 | Bürgerhaus                                    | Fünfgeschossiger Giebelbau mit Satteldach und Putzgliederung, bezeichnet „1895“ | D-7-61-000-755 Wikidata  | Bürgerhaus                                    |
| Oberer Graben 39 (Standort)                                                                 | Bürgerhaus                                    | Dreigeschossiger traufständiger Mansarddachbau mit Flacherker, 18./19. Jahrhundert | D-7-61-000-756 Wikidata  | Bürgerhaus                                    |
| Paradiesgäßchen 5 (Standort)                                                                | Bürgerhaus                                    | Baukomplex bestehend aus zweigeschossigem Giebelhaus mit Satteldach und Zwerchhaus zur Traufseite, Abseite und Halbgiebelhaus, im Kern 16./17. Jahrhundert | D-7-61-000-769 Wikidata  | Bürgerhaus                                    |
| Rosengasse 4 (Standort)                                                                     | Bürgerhaus                                    | Dreigeschossiger Traufseitbau mit Satteldach, Flacherker, seitlichem Aufzugsgiebel und rückwärtiger Abseite, von Johannes Holl, im Kern drittes Viertel 16. Jahrhundert, im Erdgeschoss stark verändert | D-7-61-000-846 Wikidata  | Bürgerhaus                                    |
| Rosengasse 6 (Standort)                                                                     | Bürgerhaus                                    | Dreigeschossiger Traufseitbau mit Satteldach, Flacherker, Zwerchhaus, Rückgebäude und Abseiten, im Kern zweite Hälfte 16. Jahrhundert | D-7-61-000-847 Wikidata  | Bürgerhaus                                    |
| Rosengasse 14 (Standort)                                                                    | Ehemaliges Bauernhaus                         | Zweigeschossiger Traufseitbau mit nach Süden abgeschlepptem Satteldach und korbbogiger Toreinfahrt, dem gebogenen Verlauf der Straße angepasst, im Kern 16. Jahrhundert | D-7-61-000-849 Wikidata  | Ehemaliges Bauernhaus                         |
| Wämstlergäßchen 3 (Standort)                                                                | Bürgerhaus                                    | Zweigeschossiger Traufseitbau mit Satteldach und Aufzugsgiebel, im Kern 16. Jahrhundert, später verändert | D-7-61-000-1088 Wikidata | Bürgerhaus                                    |

## Ehemalige Baudenkmäler
In diesem Abschnitt sind Objekte aufgeführt, die früher einmal in der Denkmalliste eingetragen waren, jetzt aber nicht mehr. Objekte, die in anderem Zusammenhang also z. B. als Teil eines Baudenkmals weiter eingetragen sind, sollen hier nicht aufgeführt werden. Aktennummern in diesem Abschnitt sind ehemalige, jetzt nicht mehr gültige Aktennummern.

| Lage                     | Objekt     | Beschreibung | Akten-Nr.               | Bild       |
| ------------------------ | ---------- | --- | ----------------------- | ---------- |
| Lochgäßchen 1 (Standort) | Bürgerhaus | Dreigeschossiges Eckhaus mit Satteldach, Stufengiebel und Flacherker an der gebogenen Traufseite zum Kappeneck, im Kern 16./17. Jahrhundert | D-7-61-000-612 Wikidata | Bürgerhaus |